# آلوین ریمکه
آلوین ریمکه (انگلیسی: Alwin Riemke؛ ۲ فوریه ۱۹۱۰ – November 1991) بازیکن فوتبال اهل آلمان بود.
از باشگاه‌هایی که در آن بازی کرده‌است می‌توان به باشگاه فوتبال مونیخ ۱۸۶۰، باشگاه فوتبال بازل، و باشگاه فوتبال نورنبرگ اشاره کرد.